# نعيم عرايدي
نعيم عرايدي (بالعبرية: נעים עריידי‏) (2 أبريل 1950 – 2 أكتوبر 2015) هو أكاديمي وكاتب درزي من عرب 48 اشتهر بقصائده باللغتين العربية والعبرية. ولد في قرية المغار بالجليل. 
كان من المفترض أن يشغل منصب سفير إسرائيل لدى نيوزيلندا. إلا أن هذا التعيين لم يتم وفي يونيو من نفس العام عين سفيراً لدى النرويج حتى أجبر على التنحي في 2014 وسط اتهامات بالتحرش الجنسي.